# Section spéciale
Section spéciale is een Frans-Italiaans-Duitse thriller uit 1975 onder regie van Costa-Gavras.

## Verhaal
In 1941 overweegt de Vichy-regering een wetsontwerp tegen verzetsstrijders. Wanneer linkse activisten in de metro van Parijs een Duitse officier ombrengen, wordt de wet diezelfde dag nog aangenomen met terugwerkende kracht. De Franse gezant van het Vichy-regime geeft de opdracht om ter vergelding enkele willekeurige Fransen te executeren.

## Rolverdeling
| Acteur           | Personage          |
| ---------------- | ------------------ |
| Louis Seigner    | Joseph Barthélémy  |
| Roland Bertin    | Georges Dayras     |
| Michael Lonsdale | Pierre Pucheu      |
| Ivo Garrani      | François Darlan    |
| François Maistre | Fernand de Brinon  |
| Jacques Spiesser | Pierre Georges     |
| Henri Serre      | Prefect Ingrand    |
| Heinz Bennent    | Majoor Beumelburg  |
| Michel Galabru   | voorzitter Cournet |